# 阿云巴市社
阿雲巴市社是越南嘉莱省下辖的一個市社。

## 地理
阿云巴市社东接亚帕县和克容帕县，西接富善县，南接多乐省亚赫辽县，北接富善县和亚帕县。

## 历史
2007年3月30日，阿云巴县以阿云巴市镇、亚热多社、亚热博社、亚梢社1市镇3社析置阿云巴市社；阿云巴市镇分设为岧嶚坊、和平坊、团结坊、泷坡坊，亚热博社析置诸博社。

## 行政区划
阿云巴市社下辖4坊4社，市社人民委员会位于团结坊。
- 岧嶚坊（Phường Cheo Reo）
- 团结坊（Phường Đoàn Kết）
- 和平坊（Phường Hòa Bình）
- 泷坡坊（Phường Sông Bờ）
- 诸博社（Xã Chư Băh）
- 亚热博社（Xã Ia R'bol）
- 亚热多社（Xã Ia R'tô）
- 亚梢社（Xã Ia Sao）